# Coelichneumon rubroaeneus
Coelichneumon rubroaeneus är en stekelart som beskrevs av Heinrich 1961. Coelichneumon rubroaeneus ingår i släktet Coelichneumon och familjen brokparasitsteklar. Inga underarter finns listade i Catalogue of Life.